# Надія Волинська
Надія Волинська  (нар.18 квітня 1984, Львів) - українська спортсменка зі спортивного орієнтування. Бронзова призерка Всесвітніх ігор зі спортивного орієнтування на середній дистанції

## Життєпис
Перший тренер Надії – Заслужений тренер України Галина Сахненко, тренер Львівської ДЮСШ № 9.
2 серпня 2013 року в парку “El Ingenio Park” під час змагань серед жінок на спринтерській дистанції (3 475 м, 20 контрольних пунктів) Надія Волинська, поступилася двома секундами бронзовій призерці змагань і посіла четверте місце.
3 серпня 2013 року виборола бронзову медаль у змаганнях зі спортивного орієнтування на середній дистанції на Всесвітніх Іграх з неолімпійських видів спорту в Колумбії, увійшла у десятку кращих спортменів. Ця нагорода - перша за 50 років розвитку спортивного орієнтування в Україні жіноча медаль на змаганнях світового рівня.

## Досягнення
| Чемпіонат світу      | Спрінт | Середня | Довга | Естафета | Mixed |
| -------------------- | ------ | ------- | ----- | -------- | ----- |
| 2006 Орхус           | n.q.   | n.q.    |       | 13.      |       |
| 2007 Київ            | n.q.   | n.q.    |       | 10.      |       |
| 2008 Оломоуць        | 39.    | 27.     | n.q.  | 16.      |       |
| 2011 Савоя           |        | 15.     | 14.   | 8.       |       |
| 2012 Лозанна         |        | 16.     | 29.   | 11.      |       |
| 2013 Вуокатті        | 11.    | 16.     |       | 9.       |       |
| 2014 Азіаго-Лавароне | 4.     | 16.     |       | 8.       | 5.    |

| Чемпіонат Європи | Спрінт | Середня | Довга | Естафета |
| ---------------- | ------ | ------- | ----- | -------- |
| 2006 Отепяе      | n.q.   | 44.     | 41.   | 9.       |
| 2012 Фалун       |        | 23.     | 25.   | 12.      |
| 2014 Палмела     | 2.     | 6.      |       | 11.      |

| Кубок світу | Спрінт | Середня | Mixed |
| ----------- | ------ | ------- | ----- |
| 2013 Калі   | 4.     | 3.      |       |

| Кубок світу | Кубок світу |
| ----------- | ----------- |
| 2006        | 114.        |
| 2007        | 104.        |
| 2008        | 89.         |
| 2009        | -           |
| 2010        | -           |
| 2011        | 51.         |
| 2012        | 40.         |
| 2013        | 27.         |

| Junioren-WM | Спрінт | Середня | Довга | Естафета |
| ----------- | ------ | ------- | ----- | -------- |
| 2003 Пилва  |        |         | 76.   | 13.      |
| 2004 Гдиня  |        |         | 68.   | 21.      |